# Final Cut (film, 1998)
Pour les articles homonymes, voir Final Cut.
Final Cut est un film britannique réalisé par Dominic Anciano et Ray Burdis et sorti en 1998. Ce film est un thriller.

## Synopsis
Jude, un jeune cinéaste, est décédé. Ses amis se réunissent à sa demande et visionnent une vidéo qu'il a réalisée avant sa mort. Ils sont filmés durant cette réunion. La vidéo est un montage de séquences filmées en caméra cachée par Jude. Elle montre que le mensonge et la trahison sont partout dans les liens qui unissent ces amis...

## Fiche technique
- Titre original : Final Cut
- Réalisation : Dominic Anciano et Ray Burdis
- Scénario : Dominic Anciano et Ray Burdis
- Photographie : John Ward
- Montage : Sam Sneade
- Pays d'origine :  Royaume-Uni
- Langue originale : anglais
- Genre : thriller, drame
- Format : Couleurs (Metrocolor) - 35 mm - 1,85:1 - Dolby SR
- Durée : 93 minutes (1h33)
- Dates de sortie :
  -  Royaume-Uni : 14 novembre 1998 (Festival de Londres), 24 novembre 1998 (sortie nationale)
  -  France : 18 octobre 2000

## Distribution
- Ray Winstone (VF : Serge Blumenthal) : Ray
- Jude Law (VF : Damien Witecka) : Jude
- Sadie Frost (VF : Anne Massoteau) : Sadie
- John Beckett (VF : Yves Beneyton) : John
- William Scully : Bill
- Mark Burdis (VF : Gérard Darier) : Mark
- Perry Benson : Tony
- Lisa Marsh (VF : Barbara Beretta) : Lisa
- Ray Burdis (VF : Daniel Kenigsberg) : Burdis
- Dominic Anciano (VF : Bruno Choël) : Dominic
- Holly Davidson (VF : Caroline Victoria) : Holly

Légende : VF = Version française